# Pier Barrios
Pier Miqueas Barrios (Córdoba, 1 juli 1990) is een Argentijnse voetballer. In 2010 werd hij voor een half seizoen uitgeleend aan RSC Anderlecht, waar hij niet aan spelen toekwam.

## Carrière
Pier Barrios debuteerde op 9-jarige leeftijd voor het plaatselijke Belgrano. Hij doorliep alle jeugdreeksen en maakte op 19-jarige leeftijd zijn debuut in het eerste elftal. De Argentijnse verdediger kwam met zijn club uit in de Primera "B" Nacional, de op een na hoogste afdeling in het Argentijns voetbal. De youngster debuteerde in 2008/09 en brak een seizoen later volledig door. Hij was, onder meer door zijn jonge leeftijd, graag gezien bij de supporters van Belgrano. In 2009 werd hij door zijn club uitgeroepen tot "Revelatie van het Jaar".
In juni 2010 raakte bekend dat RSC Anderlecht de jonge Barrios zou huren. De verdediger kwam samen met zijn ploegmaat Pablo Chavarría naar België. De twee vonden in Brussel landgenoten Matías Suárez en Lucas Biglia terug.
Bij Anderlecht kwam Barrios echter nooit aan spelen toe. Even dacht de club eraan om de verdediger uit te lenen aan tweedeklasser FC Brussels, maar uiteindelijk keerde de Argentijn in januari 2011 terug naar zijn ex-club.

## Spelersstatistieken
| seizoen   | club                              | land       | competitie              | wed. | goals |
| --------- | --------------------------------- | ---------- | ----------------------- | ---- | ----- |
| 2008/2009 | Club Atlético Belgrano de Córdoba | Argentinië | Primera B Nacional      | 2    | 0     |
| 2009/2010 | Club Atlético Belgrano de Córdoba | Argentinië | Primera B Nacional      | 34   | 0     |
| 2010/2011 | RSC Anderlecht (uitgeleend)       | België     | Jupiler Pro League      | 0    | 0     |
| 2010/2011 | Club Atlético Belgrano de Córdoba | Argentinië | Primera División        | 11   | 0     |
| 2011/2012 | Club Atlético Belgrano de Córdoba | Argentinië | Primera B Nacional      | 20   | 0     |
| 2012/2013 | Gimnasia de Jujuy                 | Argentinië | Primera B Metropolitana | 19   | 0     |
| 2013/2016 | Club Atlético Belgrano de Córdoba | Argentinië | Primera B Nacional      | 75   | 1     |
| 2016/2017 | Ferrol Carril Oeste               | Argentinië | Primera B Nacional      | 0    | 0     |
|           |                                   |            | Totaal                  | 47   | 0     |